# 허영 (한복연구가)
허영(許榮, 1947년~2000년)은 대한민국의 한복연구가이자 연기자이다. 그는 현재 활발한 한복 패션쇼 활동을 펼치고 있는 한복 연구가 김혜순 씨의 외삼촌이자 그녀에게 한복을 소개한 인물이다.
연기자로 활동했던 그는 활동을 접고 한복 연구와 디자인으로 방향을 틀어 석주선 박사 밑에서 한복 연구 활동을 시작했다. 그는 한복에 전념하기 전부터 닥인형을 만들어 보급했으며 1989년 직접 가게를 열어 사람들에게 전통 한복을 알리기 위해 노력했다.

## 같이 보기
- 석주선